# Еґерсунд
Еґерсунд (Egersund) — місто в комуні Ейґерсунд, фюльке Ругаланн, Норвегія. Місто розташоване вздовж південно-західного узбережжя Норвегії, близько у 75 км на південь від міста Ставангер. Місто розташоване уздовж протоки, що відокремлює материк від острова Ейгерея. Місто має площу 6,36 км² та населення (2015) 11 473 жителів.
Еґерсунд має одну з кращих природних гаваней в Норвегії, за обсягом виловленої риби до 2006 року був найбільшим портом Норвегії (перевершений Олесунном). Кілька всесвітньо відомих компаній мають тут відділення, наприклад «Navico» (раніше «Robertson autopilots») і «Jeppesen Norway» (раніше «C-MAP Norway»), виробник електронних морських карт. Крім того, корпорація «Aker Solutions» володіє і управляє великим заводом, який спеціалізується на будівництві частин для бурових платформ. Велика частина промисловості пов'язана з морем і човнами.

## Історія

### Рання історія
Люди жили в районі Еґерсунда з кам'яної доби. Довкола міста є кілька місцин, де можна знайти руїни поселень починаючи з доби міграції в Норвегію (400—600 рр. до н. е.).

### Середньовіччя
Відомо, що у місті колись була церква Діви Марії, яка згадується в індульгенції, оприлюдненій в Римі 5 лютого 1292 року папою Миколи IV, як Ecclesia beatæ Mariæ de Eikundarsund. Вона була першою церквою в Еґерсунді і парафіяльною церквою парафії Діви Марії. Вважається, що на її місці сьогодні розташована сучасна церква Еґерсунда. Старий фольклор Еґерсунда також каже, що до церкви Діви Марії там стояв вівтар, де люди приносили дари старим скандинавським богам, але це не було перевірено з будь-яких інших джерел, крім старих історій.
Також колись існувала каплиця Св. Лаврентія, яка згадана як Ecclesia beati Laurentii de Eikundarsund у листі, опублікованому 5 лютого 1308 р., де папа Климент V дає королю Гокону V великі привілеї стосовно 14 королівських каплиць, які були засновані королем або його батьком, королем Магнусом VI, і його дідом, королем Гоконом IV. Оскільки такі каплиці часто будувалися на території королівських садиб, вважається, що каплиця Св. Лаврентія була на території садиби Хусабю. Стара традиція говорить, що вона була розташована там, де зараз «Strandgata 43», але точне положення дещо невизначене.

### 17 і 18 століття

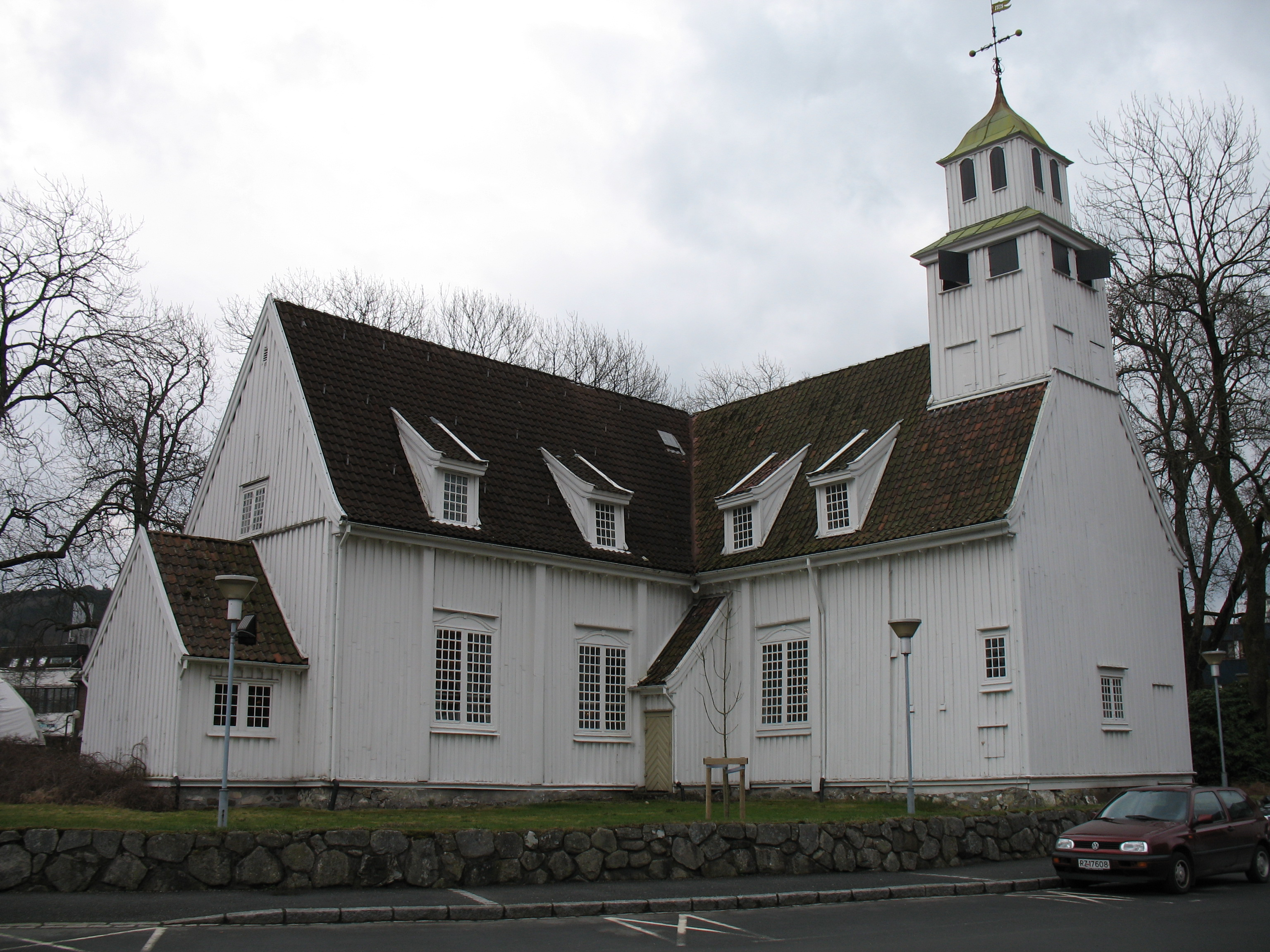
Сучасна церква Егерсунда

У 1623 році стара церква (ймовірно, церква Св. Марії) була знесена і нова церква Еґерсунда була зведена. Цей дерев'яний будинок стоїть і досі.
18 липня 1798 року село Еґерсунд було перетворено на ladested (місто) зі своєю митницею.

### 19 і 20 століття
Місто (ladested) Еґерсунд було перетворено на комуну 1 січня 1838 по новому закону formannskapsdistrikt. Разом з іншими територіями Норвегії, Еґерсунд отримав муніципальне самоврядування.
1843 року пожежа знищила дві третини міста, що дозволило істотно перебудувати вулиці. 1847 року, Йохан Фейер заснував фабрику фаянсу A/S Egersunds Fayancefabriks Co., яка стала великим роботодавцем міста до закриття в 1979 році.
7 липня 1859 року відбулася ще одна велика пожежа, а 20 жовтня 1862 р. — ще одна пожежа. Після неї містобудівники, нарешті, зрозуміли вразливості дерев'яних конструкцій і реконструювали місто з дуже широкими вулицями, щоб запобігти пожежам від розповсюдження.
У 1878 році залізниця «Jærensbanen» між містом і Ставангером відкрила вокзал в центрі міста. 1905 року Еґерсунд став першим містом у фюльке Ругаланн, яке отримало електричне освітлення.
9 квітня 1940 року німецькі війська вторглись в Норвегію і займали Еґерсунд до кінця Другої Світової Війни, тримаючи там великий контингент. Еґерсунд мав стратегічне значення внаслідок його гарної гавані, а також тому, що там була розташована телеграфна лінія між Норвегією і Англією.
У 1947 році місто швидко зростало і сусідня комуна Ейгерсунд (населення: 515) була приєднана до міста Еґерсунд.
У 1960-ті роки комітет Шея змінив муніципальну структуру в країні. Кількість міст і муніципалітетів в Норвегії була скорочена, і з 1 січня 1965 року місто Еґерсунд втратило статус комуни з самоврядуванням і було об'єднано в новий, більш великий муніципалітет Ейгерсунд, у якому Еґерсунд став новим адміністративним центром.

### Назва
Назва «Еґерсунд» походить від давньоскандинавської назви протоки між островом Ейгеройя і материком, яка називався Eikundarsund. Назва острова Eigerøy (старонорвезька: Eikund) походить від багатих дубових лісів, оскільки слово еік — це норвезькою «дуб». Назва є однією з найдавніших географічних назв у Норвегії. У формі Eikundarsund її вже можна знайти в скандинавській сазі про Олафа Святого, написаній ісландським скальдом Сноррі Стурлусоном в 13 столітті. Приблизно в 1000 році флот Олафа Святого часто тут зупинявся.

## Транспорт
Еґерсунд має хороші транспортні зв'язки з містами Ставангер і Крістіансанн через європейський маршрут E39. Існує також більш мальовнича прибережна норвезька районна дорога 44. Поїзди на північ до Ставангера вирушають щогодини, а експрес і регіональні поїзди ходять на південь до Крістіансанна і Осло.

## Мікрорайони
Еґерсунд розділений на кілька мікрорайонів
- Центральний (центральна частина міста), він поділяється далі на Damsgård, Havsøyne, Husabø, Lervige, Mosbekk, Årstad, Årstaddalen
- Хестнес (крайня південна частина міста)
- Lagård (вздовж озера)
- Rundevoll (центрально-південна частина міста)
- Sandbakkan (крайня південно-східна частина міста)
- Slettebøбыл (крайня північно-східна частина міста)
- Søra Eigerøy / Søra Øyne (південна частина острова Ейгеройя)
- Норду Eigerøy / Нора Øyne (північна частина острова Ейгеройя)
- Tengs (крайня північно-західна частина міста)
- Åsan (біля мосту на Ейгеройя)

## Пам'ятки
- Dalane Folkemuseum: музей старожитностей та історії Еґерсунда.
- Egersund Fayancemuseum: музей глазурованого фаянсу і порцеляни фабрики фаянсу Еґерсунд з 1847 року до 1979 року.
- «Stoplesteinan». Це невеликий «стоунхендж», тобто кам'яне коло, віком більше тисячі років, або, як деякі вважають, майже 2000 років. Хто його збудував і навіщо, невідомо. Кам'яне коло розташований прямо над Skårabrekkå недалеко від центру міста Еґерсунд.
- будинки центрального Еґерсунда є деякими з найкраще збережених дерев'яних будівель в Норвегії. Вони побудовані у стилі пізнього Ампіру, і більшість будівель захищені законом.
- Magma UNESCO Global Geopark: геологічний парк під відкритим небом, де створені умови для активного відпочинку і вивчення дивовижної геологічної спадщини району. З листопада 2017 частина в Еґерсунді відкрита для громадськості через geoVR.

## Відомі жителі
- Ойштейн Ошет (1968—1993, «Євронімус»), провідний гітарист і засновник блек-метал групи Mayhem.
- Пітер С. Ассерсен (1839—1906), контр-адмірал у ВМС США
- Йоган Ледре Б'єрдаль, Футболіст
- Анна Бугге (1862—1928), феміністка і шведський дипломат в Женеві (Швейцарія)
- Гуннар Квассхейм, політик
- Бенгт Сетернес, колишній футболіст
- Кай Ове Стоккеланд, капітан футбольної команди Брюне
- Йорген Тенгесдаль, колишній футболіст
- Джейкоб Торкельсон, член Палати представників США.